# Albert Steidl
Albert Steidl (* 12. Jänner 1927 in Dienten am Hochkönig; † 21. Februar 2017 in Leogang) war ein österreichischer Politiker (ÖVP) und Steuerberater. Steidl war von 1979 bis 1990 Abgeordneter zum österreichischen Nationalrat.

## Leben
Albert Steidl besuchte nach der Pflichtschule die Handelsakademie in Salzburg und war Werkstudent an der Hochschule für Welthandel Wien, wobei er sein Grundstudium 1949 mit dem akademischen Grad Dipl.-Kfm. abschloss und 1952 zum Dr. rer. comm. promovierte. Steidl war zwischen 1954 und 1968 beruflich als selbständiger Steuerberater in Kitzbühel aktiv und wirkte ab 1968 als Steuerberater in Saalfelden.

## Politik
Im politischen Bereich engagierte sich Steidl zwischen 1964 und 1977 als Bürgermeister in Leogang, zudem war er zwischen 1977 und 1979 Landesrat in der Salzburger Landesregierung. Er hatte zudem die innerparteilichen Funktionen des Ortsparteiobmann der ÖVP Leogang (1963–1971) und des ÖVP-Bezirksparteiobmann im Pinzgau (1971–1986) inne und war ab 1981 Vizepräsident der Arbeitsgemeinschaft der Freien Berufe. Steidl vertrat die ÖVP zwischen dem 5. Juni 1979 und dem 14. August 1990 im Nationalrat. 